# فيليبي ريبيرو دوس سانتوس
فيليبي ريبيرو دوس سانتوس هو لاعب كرة قدم برازيلي، ولد في 5 أكتوبر 1978 في البرازيل. شارك مع منتخب أذربيجان لكرة الصالات. أما مع النوادي، فقد لعب مع Araz Naxçivan ‏.

## وصلات خارجية
- فيليبي ريبيرو دوس سانتوس على موقع الاتحاد الأوربي (الإنجليزية)